# Brimonidin
Brimonidin (Alfagan, Alfagan-P) je lek koji se koristi za tretiranje glaukoma ili okularne hipertenzije.  
On deluje putem umanjenja sinteze očne tečnosti (aqueous humor), i povišenja količine izlučivanja iz oka putem uveoskleralnog odliva. Kao tretman za glaukom, on se obično dozira u obliku kapi za oči.  

## Mehanizam dejstva
Brimonidin je agonist α2 receptora . 

## Literatura
- Mosby's Drug Guide for Nurses (7th edition; Skidmore) 2007.

## Spoljašnje veze
- Архивирано на веб-сајту  (10. фебруар 2012)

|  | Molimo Vas, obratite pažnju na važno upozorenje u vezi sa temama iz oblasti medicine (zdravlja). |